# Colombiers (Hérault)
Colombiers (okzitanisch: Colombièrs) ist eine französische Gemeinde im Département Hérault in der Region Okzitanien (zuvor Languedoc-Roussillon). Sie hat 2.755 Einwohner (Stand: 1. Januar 2022), die „Colombiérains“ genannt werden. Colombiers gehört zum Arrondissement Béziers und zum Kanton Cazouls-lès-Béziers (zuvor Béziers-3).

## Geographie
Colombiers liegt westlich von Béziers am Canal du Midi. An der nördlichen Gemeindegrenze liegt der inzwischen trockene Étang de Montady, eine frühere Mittelmeerlagune. Colombiers wird umgeben von den Nachbargemeinden Montady im Norden und Westen, Béziers im Osten, Lespignan im Süden und Südosten sowie Nissan-lez-Enserune im Süden.

## Bevölkerungsentwicklung
| 1962 | 1968 | 1975 | 1982 | 1990 | 1999 | 2006 | 2017 |
| ---- | ---- | ---- | ---- | ---- | ---- | ---- | ---- |
| 863  | 969  | 905  | 1095 | 1647 | 2065 | 2383 | 2484 |

## Sehenswürdigkeiten
- Kirche Saint-Sylvestre-et-Sainte-Colombe, Ende des 10., Anfang des 11. Jahrhunderts errichtet, mit Resten einer Kirche aus der visigotischen Zeit (5.–7. Jahrhundert), Monument historique
- Teil des keltischen Oppidums von Enserune
- Kanalhafen am Canal du Midi
- Étang de Montady